# Ryedale
Ryedale és un districte no metropolità del comtat de North Yorkshire, Anglaterra. Inclou els pobles de Helmsley, Kirkbymoorside, Malton, Norton-on-Derwent, i Pickering. Part de Ryedale es troba dins del Parc Nacional North York Moors.